# Czerniewice (gmina)
Pour les articles homonymes, voir Czerniewice.
Czerniewice est une gmina rurale du powiat de Tomaszów Mazowiecki, Łódź, dans le centre de la Pologne. Son siège est le village de Czerniewice, qui se situe environ 19 km au nord-est de Tomaszów Mazowiecki et 50 km à l'est de la capitale régionale Łódź.
La gmina couvre une superficie de 127,73 km2 pour une population de 5 113 habitants.

## Géographie
La gmina inclut les villages d'Annopol Duży, Annopol Mały, Annów, Chociw, Chociwek, Czerniewice, Dąbrówka, Dzielnica, Gaj, Helenów, Józefów, Krzemienica, Lechów, Lipie, Mała Wola, Nowa Strzemeszna, Nowe Studzianki, Paulinów, Podkonice Duże, Podkonice Małe, Podkonice Miejskie, Podkońska Wola, Stanisławów Lipski, Stanisławów Studziński, Strzemeszna, Strzemeszna Pierwsza, Studzianki, Teodozjów, Turobów, Wale, Wielka Wola, Wólka Jagielczyńska, Zagóry, Zubki Duże et Zubki Małe.
La gmina borde les gminy de Cielądz, Inowłódz, Lubochnia, Rawa Mazowiecka, Rzeczyca et Żelechlinek.